# Musikjahr 1565
Liste der Musikjahre

◄◄ | ◄ | 1561 | 1562 | 1563 | 1564 | Musikjahr 1565 | 1566 | 1567 | 1568 | 1569 | ► | ►►

Weitere Ereignisse
Dieser Artikel behandelt das Musikjahr 1565.

## Ereignisse

### Heiliges Römisches Reich

#### Hofkapelle von Kaiser Maximilian II.
- Jakob Buus, seit Spätherbst 1550 Mitglied der kaiserlichen Hofkapelle und Organist in Wien ist, stirbt Ende August 1565.
- Lambert de Sayve, der vermutlich seine erste Ausbildung als Sängerknabe an der St.-Lambertus-Kathedrale in Lüttich erhalten hat, tritt schon in jungen Jahren, nach Aussage einiger Quellen 1562, in den Dienst der kaiserlichen Hofkapelle in Wien. In den Mitgliederlisten der Hofkapelle erscheint sein Name aber erst im Jahr 1568, als Philippe de Monte die Leitung der Kapelle übernimmt.

#### Bayerischer Reichskreis

##### Herzogtum Bayern
- Franciscus Florius hat seit Herbst 1556 in München an der Hofkapelle von Herzog Albrecht V. eine Anstellung als Hofbassist. Neben seiner Tätigkeit als Sänger ist Florius, zusammen mit dem Hofkopisten Johannes Pollet, auch als Notenkopist eingesetzt.
- Johannes de Fossa ist seit dem letzten Vierteljahr 1559 Vizekapellmeister der Münchner Hofkapelle. In den vorhandenen Dokumenten wird Fossa allerdings weiterhin nur als Tenorist bezeichnet.
- Antonius Gosswin, der wahrscheinlich als Chorknabe in die Hofkapelle von Herzog Albrecht V. eingetreten ist, arbeitet als Alt-Sänger in der Hofkapelle.
- Balduin Hoyoul ist 1564/65 Schüler von Orlando di Lasso in München.
- Orlando di Lasso ist seit 1563 Kapellmeister der Münchner Hofkapelle. Sein internationaler Durchbruch mit Chansons und Motetten bahnt sich 1564/1565 an, als die Ausgaben dieser Gattungen bei den Musikverlegern Le Roy und Ballard in Paris, bei Phalèse in Löwen und bei Scotto sowie Gardano in Venedig erscheinen.
- Francesco Londariti, der an der Kathedrale in Padua tätig war und 1561 – möglicherweise wegen Sympathien für die Reformation – das Veneto verlassen musste, arbeitet von 1562 bis 1566 als hoch geschätzter Musiker im Chor am herzoglichen Hof Albrechts V. in München unter Orlando di Lasso. Diese Zeit scheint seine kompositorisch fruchtbarste gewesen zu sein, wie die Kompositionen aus dieser Zeit zeigen, darunter zwei Motetten für die Hochzeit von Johann Jakob Fugger und Kompositionen, die er an Kaiser Maximilian II. sendet.
- Ivo de Vento, der zunächst bis September 1559 als Sängerknabe unter dem Hofkapellmeister Ludwig Daser am herzoglich-bayerischen Hof von Albrecht V. in München gewirkt hatte und – nach Eintritt seines Stimmbruchs – ein Stipendium für ein Studium in Italien erhalten hat, wirkt seit 1563 als Organist am Münchner Hof. In München steht die Hofkapelle inzwischen unter Leitung von Orlando di Lasso, und Vento erhält im Zuge der Erweiterung der Kapelle zwei gleichberechtigte italienische Kollegen im Organistenamt.

#### Burgundischer Reichskreis

##### Markgrafschaft Antwerpen
- Séverin Cornet, der von 1555 bis 1564 in Antwerpen gelebt hat, ist 1564 nach Mechelen gewechselt, wo er seitdem an der St.-Rombouts-Kathedrale die Aufgabe „pro magistro cantus et choralium“ hat. Somit ist er für die Chorleitung und für die Musikerziehung der Chorknaben zuständig.
- Noé Faignient hat 1561 das Bürgerrecht in Antwerpen erhalten und wirkt hier als Musiklehrer.
- Rinaldo del Mel lebt in Mechelen und ist seit dem 3. März 1562 Mitglied der Singschule der Kathedrale Saint-Rombaud. Ab dem Jahr 1564 erhält er hier Unterricht vom Chorregenten Séverin Cornet.
- Gérard de Turnhout, der seit dem 3. April 1559 Kapellmeister an der Kathedrale Saint-Gommaire in Lierre war, ist 1562 an die Liebfrauenkirche Antwerpen zurückgekehrt und hat seit 1563 die Position eines Musikmeisters (maître de musique) in der Nachfolge von Antoine Barbé.
- Hubert Waelrant, der in Antwerpen lebt, heiratet 1564 seine zweite Frau Anna Ablyt.

##### Grafschaft Flandern
- Jacobus de Kerle, der seit Anfang des Jahres 1562 Kapellmeister der Privatkapelle von Kardinal Otto Truchseß von Waldburg, dem Bischof von Augsburg, war, reist 1565 zurück in seine Heimatstadt Ypern und wird dort Ende 1565 als Kapellmeister tätig. Grund hierfür ist das Kardinal Otto wegen finanzieller Schwierigkeiten gezwungen ist im Mai 1565 seine Privatkapelle aufzulösen.
- Andreas Pevernage, der seit 17. Oktober 1563 Kapellmeister an der Kirche Notre-Dame in Courtrai ist und 1564 zusätzlich eine Pfründe an Sankt Willibrordus in Hulst erhalten hat, übt die Kapellmeisterstelle bis 1577 aus.

##### Grafschaft Holland
- Cornelis Boskoop ist seit dem 1. Mai 1554 und bis März 1573 Organist an der Oude Kerk in Delft.
- Johannes Flamingus ist von 1565 bis 1567 in Leiden als zangmeester tätig.

#### Fränkischer Reichskreis

##### Reichsstadt Nürnberg
- Georg Forster lebt seit 1548 in Nürnberg, wo er zum Leibarzt von Abt Friedrich zu Hailsbronn ernannt wurde. In Nürnberg bleibt er 20 Jahre bis zu seinem Tod.

#### Kurrheinischer Reichskreis

##### Kurpfalz
- Mathias Gastritz, der am 22. Dezember 1561 zum Organisten der Stadt Amberg bestellt wurde, wirkt fast 30 Jahre lang in den Diensten der Stadt.
- Sebastian Ochsenkun ist seit 1544 Lautenmeister am kurpfälzischen Hof in Heidelberg.
- Stephan Zirler ist kurfürstlicher Hofbeamter am Hof von Kurfürst Friedrich III., seit 1564 Kammersekretär.

#### Niederrheinisch-Westfälischer Reichskreis

##### Hochstift Lüttich
- Jan Belle ist in den Jahren 1563 bis 1566 möglicherweise als Succentor an der Liebfrauenkirche in St. Truiden tätig.
- Ludovicus Episcopius wirkt seit 19. Oktober 1545 als zangmeester an der Kollegiatkirche St. Servatius in Maastricht. Er bekommt mehrere Benefizien und wird Mitglied der Bruderschaft der Kapläne als einer der scriptores chori. Diese Stellung behält er bis ins Jahr 1566.
- Jean De Latre, der 1563 das Amt des archimusicus des Chors in Amersfoort angetreten hatte, kehrt bereits Ende 1564 an die Kapelle an St. Martin in Lüttich zurück. Hier wird er vom Dekan des Stifts wegen seiner häufigen finanziellen Probleme am 7. Oktober 1565 entlassen. Er wendet sich im Dezember des Jahres nach Utrecht und ist dort zunächst Gast des Kapitels der Johanniskirche (Janskerk). Dann bekommt er eine Doppelanstellung als schoolmester und sangmester an der Pfarrkirche St. Marie (Buurkerk) in der Nähe des Rathauses.
- Johannes Mangon, der seine erste musikalische Ausbildung als duodenus an der Singschule (schola cantorum) der Gemeinde Saint Martin-en-Mont in Lüttich erhielt, wirkt von 1562 bis 1570 an der dortigen Kirche als Succentor.

##### Vereinigte Herzogtümer Jülich-Kleve-Berg
- Martin Peudargent ist Hofkomponist in den Diensten von Wilhelm V. von Jülich-Kleve-Berg.

#### Niedersächsischer Reichskreis

##### Fürstentum Braunschweig-Wolfenbüttel
- Johann Zanger der Ältere, der seit 1548 in Braunschweig als Rektor am Katharineum tätig war, ist seit 1553 Pfarrer an der Petrikirche.

##### Hamburg
- Jacob Praetorius der Ältere, der wahrscheinlich in seiner Heimatstadt Magdeburg Unterricht von Martin Agricola erhielt, ist von 1555 bis zu seinem Tod als Organist und Kirchenkomponist an zwei Kirchen in Hamburg nachweisbar.

#### Obersächsischer Reichskreis

##### Kurfürstentum Sachsen
- Joachim a Burck, der seit 11. April 1561 an der Universität Wittenberg studiert hat, ist seit 1563 Kantor an der Lateinschule in Mühlhausen.
- Gallus Dreßler, der 1557 die Universität Jena besucht hatte, wo Johann und Victorin Strigel ihn für die konfessionelle Überzeugung der Philippisten gewinnen konnten, ist seit 1558 als Nachfolger von Martin Agricola Kantor an der Lateinschule in Magdeburg. Dort gerät er in Auseinandersetzungen mit den Gnesiolutheranern und geht zwischenzeitlich an die Universität Wittenberg.
- Wolfgang Figulus, der von 1549 bis 1551 als Thomaskantor der Thomasschule in Leipzig gewirkt hat, ist von 1551 bis zu seiner Pensionierung 1588 Kantor und Lehrer an der Fürstenschule in Meißen. Er unterrichtet die Fächer Musik, Latein und Religion und sorgt für die musikalische Gestaltung der Gottesdienste in der Afrakirche. 1565 veröffentlicht er in Nürnberg seine musiktheoretische Schrift De musica practica liber primvs.
- David Köler, der seit 1563 Hofkapellmeister von Herzog Johann Albrecht I. (Mecklenburg) von Mecklenburg-Schwerin war, geht 1565 – nach zwei Jahren – als Stadtkantor in seine Heimatstadt Zwickau zurück. Sein Nachfolger in Schwerin wird (nach einer Vakanz) Johannes Flamingus.
- Mattheus Le Maistre, der seit 1554 sächsischer Hofkapellmeister als Nachfolger von Johann Walter war, bittet 1565 aus Gesundheitsgründen um seine Entlassung. Er erhält zunächst nur eine jährliche Pension. Erst am 14. Juni 1568 wird sein Assistent Antonio Scandello seine Nachfolge antreten. Le Maistre bleibt mit dem Hof in Dresden Zeit seines Lebens verbunden und führt den Titel des Hofkapellmeisters bis zu seinem Tod im Frühjahr 1577.
- Antonio Scandello, der 1549 mit fünf weiteren „welschen Musikern“ von Kurfürst Moritz von Sachsen bei einer Italienreise eingestellt wurde, ist Mitglied der Dresdner Hofkapelle.
- Leonhart Schröter, der von 1545 bis 1547 die Fürstenschule in Meißen besucht hat, wirkt danach von 1561 bis 1576 als Stadtkantor in Saalfeld.
- Nikolaus Selnecker, der im August 1564 die Jagdleidenschaft des Kurfürsten Moritz von Sachsen gerügt hatte und nur durch eine Aufgabe seines Amts einen ehrenvollen Abschied erreichen konnte, geht im März 1565 als Theologieprofessor nach Jena, wo er zwei Jahre lang tätig ist.
- Johann Walter, der seit 1548 Kapellmeister der Hofkantorei von Kurfürst Moritz war, lebt nach seiner Pensionierung 1554 in Torgau. Walters letzte Lebensjahre sind geprägt von Kompositionen und Dichtungen, die er seinen ehemaligen Landesherren widmet.

#### Österreichischer Reichskreis

##### Erzherzogtum Österreich
- Johannes de Cleve, der wahrscheinlich seit dem Jahr 1553 Sänger (Tenorist) in der Hofkapelle des österreichischen Regenten Erzherzog Ferdinand (1503–1564) und späteren Kaisers Ferdinand I. in Wien war, ist seit 1564 Hofkapellmeister in der neuen von Ferdinands Sohn, Erzherzog Karl II. (1540–1590), gegründeten Hofkapelle in Graz. Dieses Amt versieht der Komponist sechs Jahre lang.
- Jacobus Gallus wirkt vermutlich etwa in der Zeit von 1564 bis 1566 in Österreich. Hier ist er zuerst im Stift Melk, dessen Klosterschule er auch besucht, als Chorknabe tätig. Seine Mitwirkung in der kaiserlichen Hofmusikkapelle in Wien lässt sich nicht belegen.
- Rogier Michael, der vermutlich eine Kapellknaben-Zeit in Wien durchlebt hat, ist seit 1564 als Sängerknabe an die Hofkapelle von Erzherzog Karl II. in Graz tätig.
- Jakob Regnart ist seit dem Jahr 1557 Mitglied der Sängerkapelle am Habsburgischen Hof des Erzherzogs und späteren Kaisers Maximilians II. Zunächst ist er in Prag tätig und nach der Kaiserkrönung Maximilians 1564 in Wien, wohin der gesamte Hof verlegt wird. Im Dienst der Habsburger steht Regnart für sein ganzes Leben.
- Melchior Schramm, der als Kind in Prag gelebt hat, ist seit 1563 Singknabe in der Hofkapelle von Erzherzog Ferdinand von Tirol. Mit dessen Hof kommt er nach Innsbruck, wo er in Ferdinands neugegründeter Knabensingschule ausgebildet wird.
- Jacobus Vaet ist seit dem 1. Januar 1554 Kapellmeister in der Hofkapelle von Erzherzog Maximilian in Wien.
- Die Wanderjahre als Kürschner-Geselle führen Lorenz Wessel 1565 nach Eisenerz in der Steiermark. Dem Eisenerzer Bürger und Radmeister Andree Steinwerfer († um 1571), der 1559 Gewerke der Grube Radmer wurde, widmet Wessel um 1565 ein akrostisches Gedicht auf dessen Namen, das 1569 in einem Sammelband geistlicher Lieder veröffentlicht wird.

#### Schwäbischer Reichskreis

##### Herzogtum Württemberg
- Der in Stuttgart wohnhafte Sigmund Hemmel, der sich 1563/64 50 Gulden geliehen hatte, stirbt Ende August 1565. Seiner Ehefrau Barbara wird noch die ganze Besoldung von 50 Gulden für das Jahr 1565 ausgehändigt. Auch wird ihr die Restschuld von 35 Gulden erlassen, weil Hemmel „den ganzen deutschen Psalter in vier Stimmen komponiert [und] unserem gnädigen Fürsten und Herrn übergeben hat“.[1]
- Balduin Hoyoul, der im Jahr 1561 im Alter von etwa 13 Jahren als Diskant-Sänger in den Chor der Stuttgarter Hofkapelle unter Ludwig Dasers Leitung eingetreten war und 1563 – nach Eintritt des Stimmbruchs – noch ein Jahr als Altist und Komponist gewirkt hat, wird 1564/65 für zwei Jahre als Schüler zu Orlando di Lasso nach München geschickt.
- Nikolaus Sales (* vor 1550 in Namur; † 5. April 1606 in Stuttgart), der Bruder von Franz Sales, ist ab Ende 1565 als Sänger am Hof in Stuttgart tätig.

#### Nicht eingekreiste zum Heiligen Römischen Reich zugehörige Territorien und Stände

##### Königreich Böhmen
- Christian Hollander, der bis zum Tod von Kaiser Ferdinand 1564 Mitglied der Hofkapelle von Kaiser Maximilian II. in Wien war, kehrt Anfang 1565 vorübergehend in die Niederlande zurück und findet noch im gleichen Jahr Aufnahme bei der Kapelle von Erzherzog Ferdinand in Prag, wo er schon eine besondere Reputation als „ain beruembter Musicus und Componist“ genießt.
- Jan Trojan Turnovský studiert seit 1564 an der Karls-Universität Prag.
- Alexander Utendal ist seit 1564 Alt-Sänger in der neu gegründeten Prager Kapelle von Erzherzog Ferdinand.

##### Alte Eidgenossenschaft

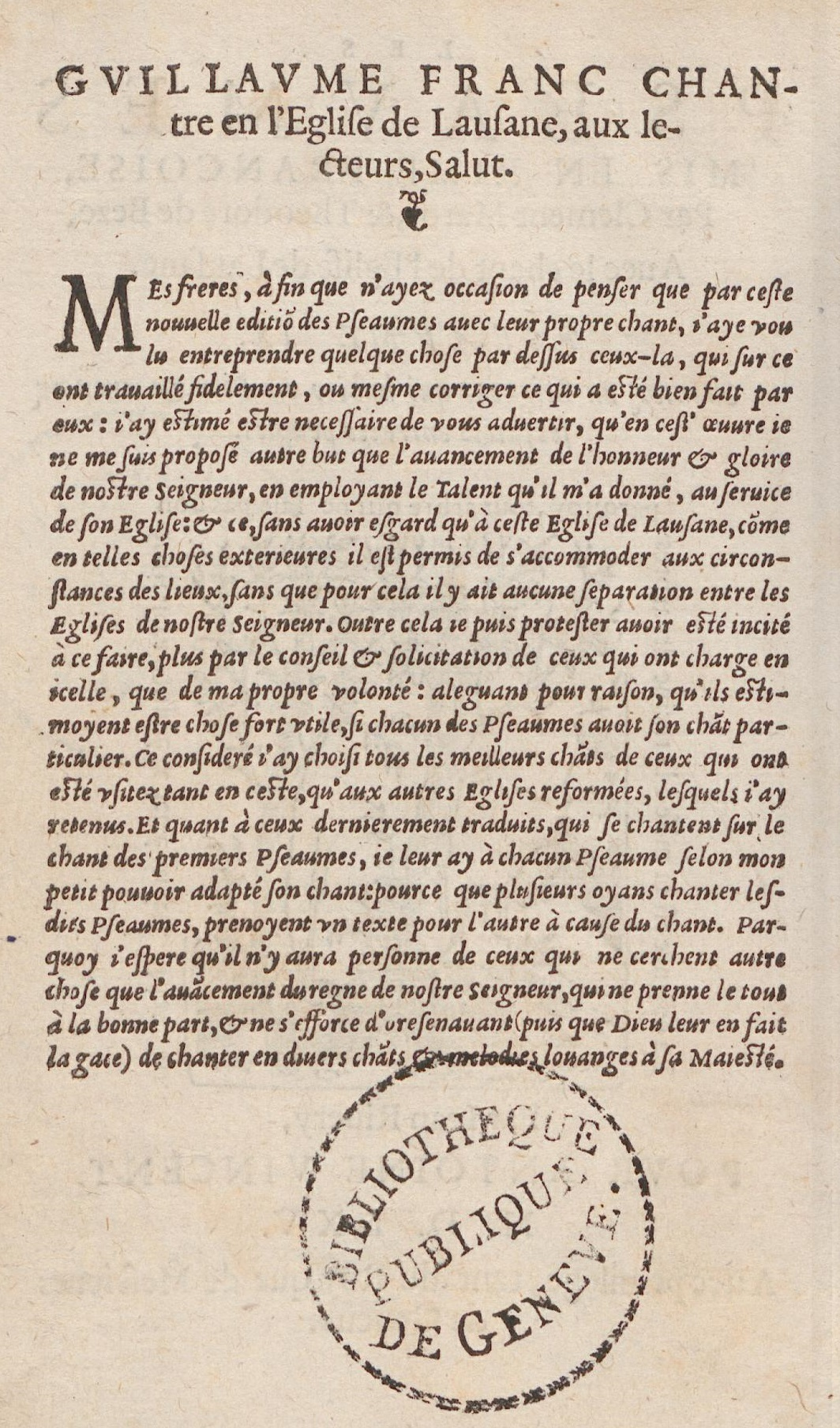
Guillaume Franc: Vorwort an die Leser (Les Pseaumes mis en rime françoise, Genf 1565)

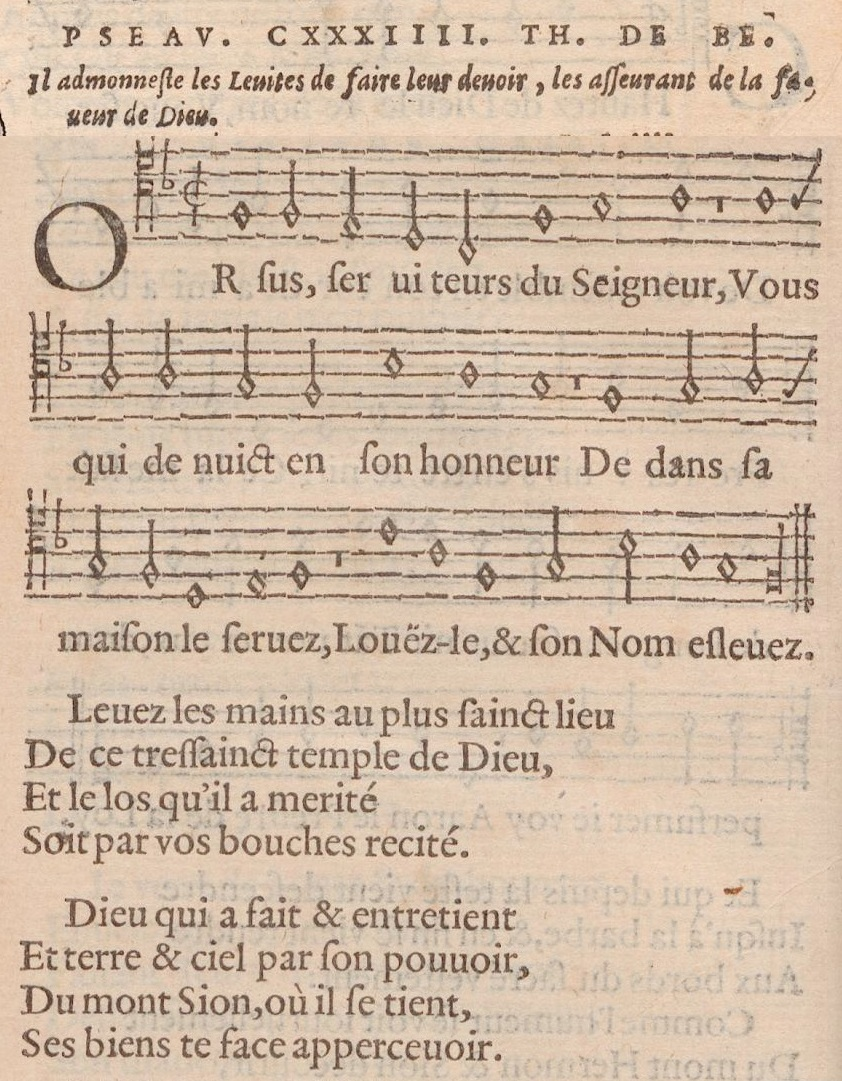
Or sus, serviteurs du Seigneur, Psalm 134 in der Fassung des Genfer Psalters

- Guillaume Franc lebt in Lausanne und ist seit 1545 Kantor an der Kathedrale von Lausanne und Lehrer an der Lausanner Akademie. Gemeinsam mit Loys Bourgeois und Pierre Davantès hat Guillaume Franc den Genfer Psalter oder Hugenottenpsalter komponiert, eine Reihe von frühen reformierten Gesangbüchern mit gereimten Psalmtexten in französischer Sprache, deren erste Fassung 1562 erschien. 1565 erscheint in Genf Les Pseaumes mis en rime françoise.
- Homer Herpol ist seit 1550 in Freiburg (Schweiz) als Kantor an der Kirche St. Nikolaus angestellt. Neben seiner Kantorentätigkeit wirkt Herpol auch am Dekanatsgericht, später auch am neu geschaffenen Chorgericht. An der Kirche St. Nikolaus wird sein Bruder Laurenz Herpol 1565 der Nachfolger von Claude Sebastiani als Organist, stirbt aber schon am 30. August dieses Jahres an der Pest. Homer Herpol lässt im gleichen Jahr seine Evangelienmotetten „Novum et insigne opus musicum“ in Nürnberg drucken, mit einer Widmung an Otto von Waldburg, Fürstbischof von Augsburg.

##### Herzogtum Mailand
- Vincenzo Ruffo, der seit 1551 in Verona als Maestro di musica an der Accademia Filarmonica gewirkt hat, ab 1554 auch als Domkapellmeister, versieht ab 1563 die gleiche Stelle in Mailand und danach noch in Pistoia und Sacile.
- Matthias Hermann Werrecore, der von August bis Dezember 1559 beim Domchor in Mailand als Tenorsänger tätig war, lebt vermutlich in Mailand. Nach Dokumenten von 1532 und 1561 besitzt Werrecore Eigentum vor Ort und hat aus zwei Ehen mindestens drei Kinder.

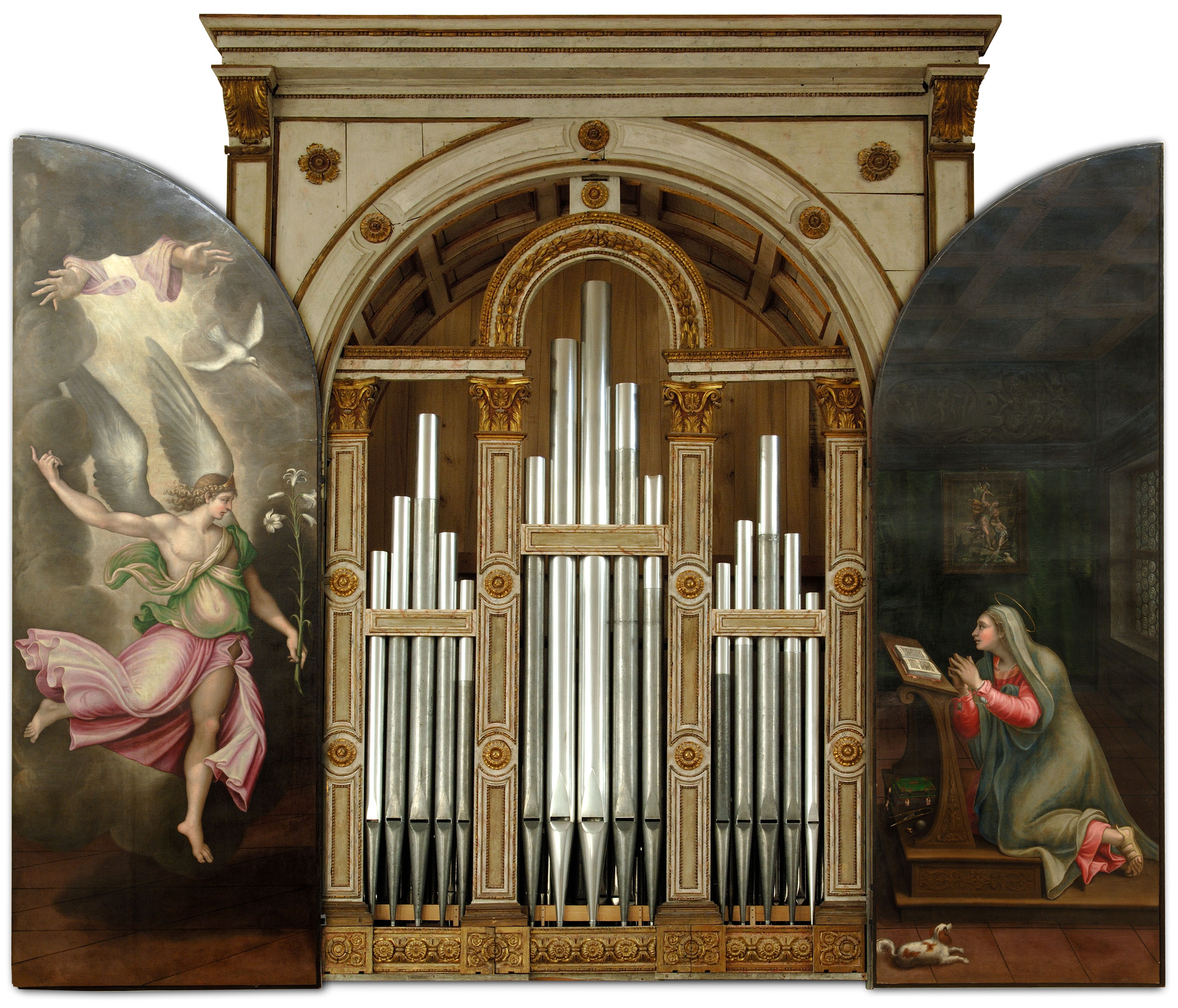
Orgel von Graziadio Antegnati in S. Barbara in Mantua

##### Herzogtum Mantua
- Girolamo Cavazzoni ist Organist in der Hofkirche Santa Barbara des Palazzo Ducale in Mantua, wo er bis 1577 wirkt. 1565 überwacht er den Bau der Orgel von Graziadio Antegnati in dieser Kirche.
- Giaches de Wert, der ab 1557 in Novellara für Graf Alfonso I. Gonzaga gewirkt hatte, versieht von 1563 bis 1565 den Dienst eines Kapellmeisters für die kaiserlichen Gouverneure in Mailand. Spätestens ab September 1565 wirkt der Komponist als Kapellmeister an der neu gebauten Basilika Santa Barbara in Mantua, der Hofkirche der Gonzaga-Herzöge, nachdem er dorthin für das erste Barbara-Fest am 4. Dezember 1564 eine neue von ihm komponierte Messe geschickt hatte. In dieser Stellung ist er bis zu seinem Tod geblieben. Er ist auch als prefectus musicorum für die weltliche Musik am Hof von Herzog Guglielmo Gonzaga in Mantua zuständig. Er bezieht ein außerordentlich hohes Jahresgehalt, zu welchem weitere Gratifikationen hinzu kommen. In den folgenden Jahren bekommt Giaches von verschiedenen europäischen Höfen das Angebot, die Leitung der Hofkapelle zu übernehmen, so von Kaiser Maximilian II. im Frühjahr 1566 die Hofkapelle in Prag, nachdem ihn der Komponist auf den Reichstag in Augsburg mit einem musiktheoretischen Vortrag und virtuosen Gesangsimprovisationen außerordentlich beeindruckt hat. Auch versucht Ottavio Farnese, Giaches de Wert als Nachfolger für den 1565 verstorbenen Cipriano de Rore nach Parma zu holen. Der Komponist ist in seinen ersten Jahren in Mantua Feindseligkeiten und Intrigen ausgesetzt, die von seinem Konkurrenten Agostino Bonvicino († 1576) ausgehen und in die auch Giaches’ Frau Lucrezia verwickelt ist.

##### Herzogtum Modena und Reggio
- Luzzasco Luzzaschi, der in seiner Jugend Schüler des flämischen Komponisten Cipriano de Rore war, ist seit Mai 1561 Organist am Hof des Herzogs Alfonso II. d’Este, seit 1564 ist er herzoglicher Hoforganist.

##### Herzogtum Toskana
- Paolo Aretino, der bis 1547 als Kantor am Dom von Arezzo gewirkt hat, ist danach bis zu seinem Tode im Jahr 1584 an Santa Maria della Pieve, ebenfalls in Arezzo, tätig.
- Francesco Corteccia steht seit dem Jahr 1539 im Dienst der Familie de’ Medici und bekleidet die Stelle des Kapellmeisters am Hofe des Herzogs Cosimo I. Zu seinen zahlreichen Schülern gehören Cristofano Malvezzi und Luca Bati (1546–1608).
- Nicolao Dorati wirkt seit 1543 in der Stadtkapelle von Lucca, zunächst als Posaunist und seit 1557 für über zwanzig Jahre als Kapellmeister.
- Vincenzo Galilei lebt seit 1560 in Pisa und ist seit 1562 mit Giulia Ammannati (gestorben 1620) aus einer angesehenen Familie von Tuchhändlern verheiratet.
- Cristofano Malvezzi, Sohn des Organisten und Orgelbauers Niccoló Malvezzi, ist seit 1562 Canonico soprannumerario und wird ab 1572 regulärer Kanoniker an San Lorenzo in Florenz.
- Giovanni Piero Manenti ist seit März 1557 Organist an S. Giovanni in Florenz.
- Alessandro Striggio der Ältere, der aus einem Aristokratengeschlecht entstammt, hält sich vermutlich in Florenz auf, wo er um 1560 die ersten Kontakte zu den Medici geknüpft hat. Während der 1560er Jahre komponiert er zahlreiche Intermedi für Hochzeiten, Besuche und andere festliche Anlässe der Medici.

### Königreich England und Irland

#### Chapel Royal von Elisabeth I.
- William Daman, der 1562 – möglicherweise auf eine Einladung des Ersten Earl of Dorset, Thomas Sackville – nach London gezogen war, ist in die Dienste der Königin Elisabeth I. getreten und verbringt den Rest seines Lebens in England.
- Richard Edwards, der seine Ausbildung in Cambridge und Oxford absolvierte, hat seit 1561 die Leitung des Kinderchores an der Chapel Royal.
- Alfonso Ferrabosco der Ältere, der vermutlich 1562 mit seinem Onkel das erste Mal nach England gekommen ist, hat eine Anstellung bei Königin Elisabeth I.
- William Mundy, der 1543 Mitglied im Chor von Westminster Abbey wurde und später für verschiedene Kirchengemeinden arbeitete, ist seit 1564 Mitglied der Chapel Royal, an der er bis zu seinem Tode verbleibt.
- Robert Parsons, der erstmals 1560/1561 in einem Rechnungsbuch der Londoner Chapel Royal auftaucht, ist seit 17. Oktober 1563 Gentleman of the Chapel Royal – etwa gleichzeitig mit William Mundy, weswegen man vermutet, dass Parsons in etwa gleichaltrig wie Mundy gewesen sein könnte.
- Thomas Tallis, der 1543 zum „Gentleman of the Chapel Royal“ in London ernannt wurde, bekleidet dieses Amt in den folgenden 40 Jahren.

#### Cambridge
- Anthony Holborne, der seit 1562 an der Universität Cambridge studiert hatte, wird 1565 zum Inner Temple Court zugelassen.

### Königreich Frankreich

#### Chapelle Royale von Karl IX.
- Jakob Arcadelt ist ab 1554 als Sänger am Hof des späteren französischen Königs Karl IX. in Paris belegt, wo er bis zu seinem Tod bleibt. Zur gleichen Zeit steht er im Dienst des humanistisch orientierten Kardinals von Lothringen, Charles de Guise (1524–1574), der ebenfalls in Paris residiert. Der Komponist bekommt in seiner Pariser Zeit Pfründen an Notre-Dame und St. Germain l’Auxerrois sowie an der Kathedrale von Reims. Nachdem er in früheren Zeiten, zwischen 1537 und 1551, eher gelegentlich Chansons geschrieben hat, wobei insgesamt 21 bei den Verlegern Pierre Attaingnant, Jacques Moderne und Nicolas du Chemin erschienen sind, nimmt die Zahl der Kompositionen dieser Gattung ab 1552 sprunghaft zu, und es erscheinen etwa 100 solche Stücke bis 1569 in den Anthologien des königlich privilegierten Verlegers Le Roy & Ballard.
- Guillaume Costeley ist nach seiner Ausbildung von 1560 (?) bis 1570 Hoforganist am Hof von Karl IX.

#### Lyon
- Paschal de l’Estocart hält sich zwischen 1559 und 1565 in Lyon auf, wo er 1565 heiratet.

#### Metz
- Claude Goudimel, der wahrscheinlich seit 1549 und bis 1557 an der Universität Paris studiert hatte und seit 1553 Teilhaber des Verlagshauses von Nicolas Du Chemin (1520–1576) ist, lebt ab 1557 bis etwa 1567 in Metz. Goudimel hat die Melodien des Genfer Psalters drei Mal mehrstimmig vertont. Die zuerst begonnene Vertonung (1551 bis 1566) besteht aus acht Büchern mit 67 groß angelegten drei- bis sechsstimmigen Motetten, welche die Texte in ganzer Länge bringen; die vorgegebenen Melodien sind infolge der freien Verarbeitung fragmentarisch auf die einzelnen Stimmen verteilt. Ergänzt werden die Psalm-Motetten durch das Zehn-Gebote-Lied und den Lobgesang des Simeon, die zum Genfer Psalter dazugehören. Die bekannteste Fassung seiner Psalmvertonungen, die dritte Version von 1564, ist in einer vollständigen Ausfertigung in dem Genfer Nachdruck von 1565 überliefert, durch den Namen des Verlegers als „Jaqui-Psalter“ bekannt. Diese Version wird später zur Grundlage der bekannten deutschen Fassung mit der Übersetzung durch Ambrosius Lobwasser, „Psalter deß Königlichen Propheten Dauids“, Leipzig 1573.

#### Paris
- Pierre Certon, der seit 1529 in Paris an Notre-Dame und hier seit 1542 als Leiter des Knabenchores gearbeitet hat, lebt seit 1560 in seiner Heimatstadt Melun.
- Adrian Le Roy lebt in Paris und ist musikalischer Leiter des von ihm mit seinem Vetter Robert Ballard 1551 gegründeten Musikverlags Le Roy & Ballard.

### Italienische Staaten

#### Kirchenstaat
- Giovanni Animuccia ist seit 1555 als Nachfolger von Giovanni Pierluigi da Palestrina Kapellmeister der Cappella Giulia an St. Peter im Vatikan. Unter seinen zahlreichen Vokalkompositionen aller Art sind die für die Erbauungsstunden im Oratorium des Philipp Neri komponierten Laudi spirituali hervorzuheben (2 Bücher, 1565 und 1570), vierstimmige hymnenartige Gesänge, welche, durch den Wechsel des Chors mit der Solostimme dramatisch belebt, als die ersten Vorläufer des Oratoriums zu betrachten sind.
- Filippo Azzaiolo ist in seiner Geburtsstadt Bologna ab etwa 1557 als Sänger aktiv und verbringt dort sein gesamtes Leben.
- Giulio Caccini ist wahrscheinlich Mitglied im Knabenchor der Cappella Giulia des Petersdoms. Von Oktober 1564 bis November 1565 ist er Gesangsschüler von Giovanni Animuccia. 1565 singt er in Hochzeitsintermedien von Francesco I. de’ Medici und Johanna von Österreich.
- Ghiselin Danckerts ist seit 1538 Sänger der päpstlichen Kapelle in Rom. Er übt dieses Amt bis 1565 aus.
- Ghinolfo Dattari erhält ab Februar 1555 in Bologna eine Anstellung als Sänger in der Kapelle von San Petronio, der er 62 Jahre lang, bis zu seinem Tode angehört.
- Domenico Ferrabosco, der seit 1551 Sänger der päpstlichen Kapelle in Rom war, ist seit 1555 Kapellmeister in seiner Heimatstadt Bologna.
- Philippe de Monte reist – als Johanna von Österreich, Schwester von Kaiser Maximilian II., 1565/66 Francesco de’ Medici heiratet – im Gefolge von Kardinal Flavio Orsini, dem er viele Motettenbücher gewidmet hat, zur Hochzeitsfeier.
- Giovanni Maria Nanino wird in den Rechnungsbüchern des Kardinals Ippolito II. d’Este seit März 1562 als “cantore” geführt. In diesem Amt begleitet er den Kardinal nach Frankreich, wohin Papst Pius IV. Ippolito in diplomatischer Mission entsendet. Die Verbindung mit dem einflussreichen Kardinal, der der pro-französischen Fraktion in Rom angehört, dürfte die Karriere des jungen Nanino wesentlich gefördert haben.
- Giovanni Pierluigi da Palestrina, der seit 1. März 1561 und für ungefähr vier Jahre in Rom Leiter der Cappella Liberiana an Santa Maria Maggiore war, wird kurz nach der Gründung des Seminario Romano als Ausbildungsstätte des Priesternachwuchses (1. Februar 1565) zum musikalischen Leiter und Lehrer dieser Anstalt bestellt. Am 28. April 1565 kommt es im Haus von Kardinal Vitelli zu einer Anhörung, bei der die päpstliche Sängerkapelle einige neuere Messvertonungen, auch von Palestrina, vorzutragen hat, damit die Angemessenheit des polyphonen Stils für die gottesdienstliche Musik nach den neuen Richtlinien des Tridentiner Konzils beurteilt werden kann. Es lässt sich vermuten, dass zu diesem Anlass auch Palestrinas Missa Papae Marcelli vorgetragen wird, welche die dogmatischen Sätze der Messe vorwiegend einstimmig, die schmückenden Teile polyphon wiedergibt. Nachdem dann am 6. Juni dieses Jahres der Ehrentitel modulator pontificus (etwa: „päpstlicher Komponist“) von Pius IV. an Palestrina verliehen wird und dessen monatliche Pension aufgebessert wird, ergibt sich daraus die erhöhte Bedeutung des Komponisten für die kirchenmusikalischen Reformen nach dem Konzil von Trient. Palestrina besitzt inzwischen ein Ansehen von europäischem Rang. Am 19. Juni wird seine Messe Missa papae Marcelli in der Sixtinischen Kapelle im Beisein von Papst Pius IV. aufgeführt.
- François Roussel, der in den 1550er Jahren möglicherweise in Lyon gewirkt hatte, ist von 1564 an wieder in Rom nachweisbar, zunächst bis 1566 als maestro di cappella an San Lorenzo in Damaso. 1565 veröffentlicht er in Rom seine Il primo libro delli madrigali a quattro voci.
- Tomás Luis de Victoria geht um das Jahr 1565 als Stipendiat von König Philipp II. nach Rom, wo er das Collegium Germanicum absolviert, das Priesterseminar der Jesuiten.

#### Königreich Neapel
- Giovanni Domenico da Nola wirkt ab Februar 1563 bis zu seinem Tod als Maestro di cappella an der Basilika Santissima Annunziata Maggiore in Neapel. In dieser Funktion lehrt er auch die Mädchen des Waisenhauses der Annunziata und die Diakone des Priesterseminars Gesang.
- Diego Ortiz wirkt seit 1553 am vizeköniglichen Hof in Neapel. Fernando Álvarez de Toledo, 3. Herzog von Alba ernennt ihn zu seinem Kapellmeister (Maestro de Capilla). Auch unter dessen Nachfolger Pedro Afán de Ribera ist er 1565 auf diesem Posten nachweisbar. 1565 veröffentlicht er in Venedig mit Musices liber primus eine Sammlung sakraler Musik.
- Antonio Valente wirkt von 1565 bis 1580 als Organist an Sant’Angelo a Nilo in Neapel.

#### Republik Venedig
- Giovanni Croce wirkt ab 1565 als Chorknabe und Sänger am Markusdom in Venedig.
- Baldissera Donato ist seit 1550 als Sänger – zunächst an San Marco in Venedig – aktiv und wirkt auch in der Ausbildung der Sänger.
- Paolo Ferrarese lebt in Venedig und veröffentlicht 1565 hier seine Passiones, Lamentationes, Responsoria, Benedictus, Miserere, multaque alia devotissima cantica ad offitium Hebdomadae Sanctae pertinentia. Bei dieser Sammlung handelt es sich um eine der vollständigsten Sammlungen der katholischen Liturgie der heiligen Woche. Grund für die Herausgabe eines so breiten Werkes ist die Tatsache, dass mit dem Abschluss des Konzils von Trient, das in den Jahren 1545–1563 stattgefunden hat, eine neue Liturgie und neue musikalische Formen eingeführt wurden. Don Paolos Werk stellt eine der ersten Umsetzungen dieser Reform dar. Der Konzil von Trient hat die Musik, insbesondere den Gregorianischen Choral, stark beeinflusst. So wird ein Großteil der Sequenzen abgeschafft; und jede Spur von weltlichen Musik wird ebenfalls beseitigt. Die Veröffentlichung von 1565 beinhaltet 93 Gesänge, darunter verschiedene Passionen, Lamentationen, Responsoria, Miserere sowie andere liturgische Gesänge. Dieses Werk von Paolo Ferrarese wird im Sonderauftrag von Don Benedetto Venetiano (oder “Vinitiano”), Prokurator der Benediktinerkongregation der sog. Cassinesi-Mönche des Klosters von San Giorgio in Venedig, veröffentlicht. Das Werk wird in vier Bänden von Girolamo Scotto (Hieronymus Schotus) in Venedig gedruckt. Bereits kurz nach seiner Veröffentlichung ist das Werk des Paolo Ferrarese auf der Frankfurter Messe zu finden, das von dem größten Augsburger Buchhandler Georg Willer (1514–1593) vertrieben wird.
- Antonio Gardano, der seit 1532 in Venedig lebt und hier einen Musikverlag und eine Druckerei gegründet hat, gibt zwischen 1538 und 1569 rund 450 Publikationen, vor allem Madrigale und geistliche Musik heraus. Von den noch 388 erhaltenen Drucken sind nur zwei nicht musikalischen Inhalts.
- Giorgio Mainerio, der sich in den Jahren ab 1560 um eine Stelle als Kaplan und altarista an der Kirche Santa Maria Annunziata in Udine beworben hat, verbringt in Udine die Jahre 1560 bis 1570. Dank seines erworbenen musikalischen Fachwissens und des Unterrichts, den er bei zwei örtlichen Musikautoritäten, den Kapellmeistern Gabriele Martinengo und Ippolito Chiamaterò genießt, beginnt er seine erfolgreiche musikalische Laufbahn.
- Luca Marenzio ist wahrscheinlich Chorknabe am Dom zu Brescia, dessen Kapelle 1565 bis 1567 von Giovanni Contino (um 1513–1574) geleitet wird. Dieser ist vielleicht auch sein Lehrer.
- Florentio Maschera, der seine erste Anstellung als Organist im Kloster „Santo Spirito in Isola“ vor Venedig erhielt, ist seit 22. August 1557 Organist an der Kathedrale von Brescia.
- Claudio Merulo, der seit 1556 als Organist in Brescia gearbeitet und sich 1557 um den Posten eines zweiten Organisten am Markusdom in Venedig beworben hatte, erhält diese Position und übt sie bis 1566 aus. 1565/66 komponiert er Musik zu den Bühnenwerken Marianna und Le Troiane von Lodovico Dolce.
- Annibale Padovano ist von 1552 bis 1565 erster Organist am Markusdom in Venedig. Padovano ist an der Einführung des wechselseitigen Musizierens der zwei auf gegenüberliegenden Emporen postierten Orgeln und Chöre beteiligt, woraus sich mit Adrian Willaert die Venezianische Mehrchörigkeit entwickelt.

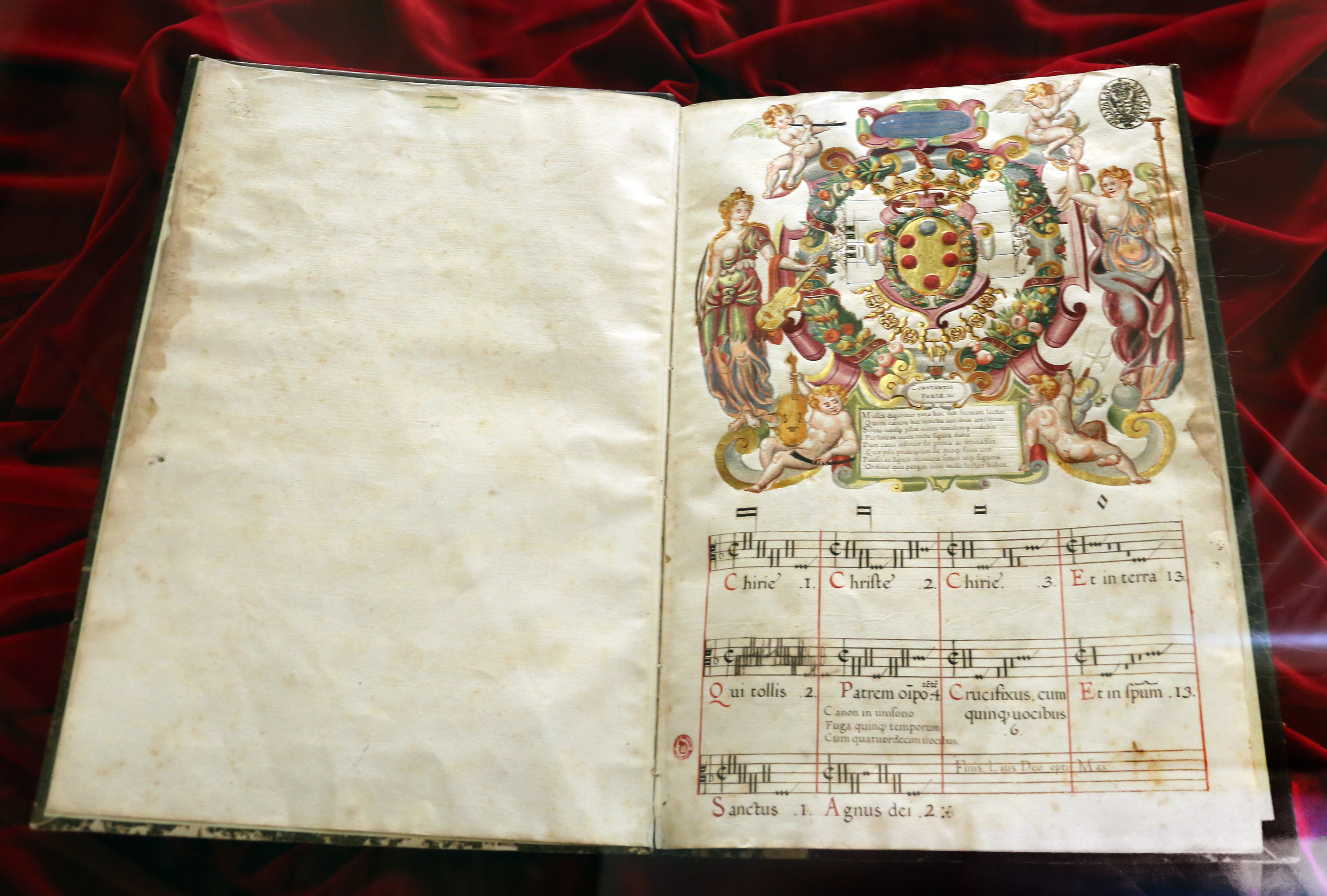
Costanzo Porta – Missa Ducalis

- Costanzo Porta, der seit 1549 in Venedig lebt und dort Schüler des Komponisten Adrian Willaert war, übernimmt im Jahre 1565 in Padua die Stelle des Kapellmeisters an der Basilika des Heiligen Antonius.
- Cipriano de Rore, der seit 1563 Adrian Willaerts Nachfolger als Domkapellmeister zu San Marco in Venedig war, unterhält in seinen letzten Lebensjahren Kontakte zu verschiedenen geistlichen und weltlichen Würdenträgern in Italien und Tirol und widmet ihnen Kompositionen. Der Komponist stirbt im September 1565 im Alter von etwa 50 Jahren, wobei die näheren Umstände nicht überliefert sind.
- Gioseffo Zarlino, der bei Adrian Willaert in Venedig studiert hat, tritt 1565 die Nachfolge von Cypriano de Rore als Kapellmeister am Markusdom in Venedig an und hat diese Stelle bis zu seinem Ableben inne.

### Königreich Polen und Großfürstentum Litauen

#### Hofkapelle von Sigismund II. August
- Valentin Bakfark ist von 1549 bis 1566 Lautenist am Hof des polnischen Königs und Großfürsten von Litauen Sigismund II. August in Vilnius.
- Krzysztof Borek, der zunächst Chorknabe und später Mitglied der Krakauer Hofkapelle war, ist von 1556 bis 1572 deren Kapellmeister.
- Krzysztof Klabon ist ab 1565 Lautenist am Hof Sigismund II. Augusts in Krakau.

#### Sandomierz
- Mikołaj Gomółka, der als königlicher Fistulator (hervorragende Instrumentalist des Königs) Mitglied der Hofkapelle von König Sigismund II. August von Polen war, hat 1563 den Hof verlassen und ist die folgenden 15 Jahre in seiner Geburtsstadt Sandomierz in einigen außermusikalischen Bereichen tätig.

##### Vilnius
- Cyprian Bazylik steht seit 1556 in den Diensten des Fürsten Mikołaj Radziwiłł der Schwarze in Vilnius. Nach dessen Tod am 28. Mai 1565 wirkt er als Mitglied der Hofkapelle des polnischen Königs Sigismund II. August.

### Königreich Schweden
- Tielman Susato, der 1561 seinen Wohnsitz in Alkmaar hatte und dessen Frau Elisabeth Peltz am 6. August 1564 verstorben ist, nimmt 1565 an den diplomatischen Aktivitäten seines Schwiegersohns Arnold Rosenberger teil und kommt als Bote an den schwedischen Königshof nach Stockholm. Hier gibt es Dokumente, nach denen er sich zweimal vor dem schwedischen Obersten Gerichtshof verantworten muss; er wird letzten Endes aber freigesprochen. Susato wirkt in Stockholm bis 1570 als deutscher Schreiber.

### Königreich Spanien

#### Hofkapelle von Philipp II.
- Jean de Bonmarché, der seit 1560/1561 maître des enfants (Leiter der Chorknaben) an der Kathedrale Notre-Dame von Cambrai war und am 17. Dezember 1564 die Annahme der Stelle als Leiter der Hofkapelle des spanischen Königs Philipp II. – in der Nachfolge des verstorbenen Pierre de Manchicourt – zugesagt hat, reist 1565 nach Madrid, wo er am 8. Juni 1565 ankommt und seine neue Stellung antritt.
- Antonio de Cabezón ist Hoforganist Philipps II.
- Miguel de Fuenllana wirkt ab dem Jahr 1560 am Hof von Elisabeth von Valois, der dritten Frau von König Philipp II., in der Stellung eines Kammermusikers mit einem Jahresgehalt von 50.000 Maravedís und bleibt hier bis Juni 1569.
- George de La Hèle, der vermutlich seine musikalische Ausbildung an der Kirche zu Unsrer Lieben Frau in seiner Heimatstadt Antwerpen bei Antoine Barbé erhalten hat, gehört zu einer Gruppe von Chorknaben, die im Jahr 1560 nach Spanien gegangen sind, um an der Hofkapelle von König Philipp II. in Madrid unter der Leitung von Pierre de Manchicourt am Musikleben des Hofs und an der Gestaltung der Gottesdienste mitzuwirken. Nach eigener Aussage übt er diesen Dienst zehn Jahre lang aus und ist während der letzten Jahre zu Studien an der Universität von Alcalá eingeschrieben.

#### Baeza
- Juan Bermudo, der seit dem 24. Juni 1560 einer der vier definidores der andalusischen Ordensprovinz ist, stirbt um das Jahr 1565.

#### La Seu d’Urgell
- Joan Brudieu ist seit 1548 Kapellmeister auf Lebenszeit der Kathedrale von La Seu d’Urgell. Diese Position behält er – mit Unterbrechungen – bis kurz vor seinem Tode 1591.

#### Sevilla
- Francisco Guerrero ist seit 1551 Assistent von Kapellmeister Fernández de Castileja und Chorregent an der Kathedrale von Sevilla.
- Alonso Mudarra ist seit dem 18. Oktober 1546 Kanoniker an der Kathedrale von Sevilla. In dieser Stadt hat er einen bedeutenden Einfluss auf das Musikleben und bleibt dort noch 34 Jahre bis an sein Lebensende. Zu seinen Aufgaben an der Kathedrale gehört die Leitung aller musikalischen Aktivitäten. Hierzu gehören die Beauftragung von Instrumentalisten, der Kauf und die Leitung des Aufbaus einer neuen Orgel und die enge Zusammenarbeit mit Komponisten für die vielfältigen festlichen Anlässe.

#### Valladolid / Guadalajara
- Tomás de Santa María, der sich wahrscheinlich im Kloster San Domingo in Guadalajara aufhält oder Organist im Konvent San Pablo in Valladolid ist, veröffentlicht 1565 in Valladolid sein Hauptwerk Libro llamado Arte de tañer Fantasía, assi para Tecla como para Vihuela, y todo instrumento en que se pudire tañer a tres, y a quarto vozes a mas in zwei Büchern, das Bernardo de Fresneda, Bischof von Cuenca, Generalkommissar und Beichtvater von Philipp II. gewidmet ist. Das musiktheoretische Werk hat ihn über einen Zeitraum von 16 Jahren (bis 1557) beschäftigt.

## Instrumentalmusik

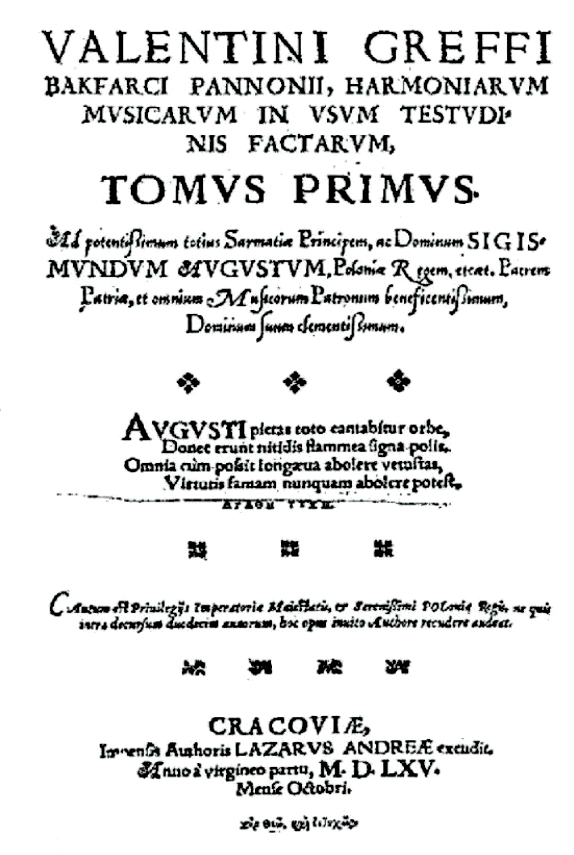
Valentin Bakfark – Harmoniarum musicarum in usum testudinis factarum, tomus primus, Krakau 1565

### Für Laute
- Bálint Bakfark – Harmoniarum musicarum in usum testudinis factarum, Buch 1, Krakau: Lazarus Andrea (Sammlung von Lautentabulaturen): Noten und Audiodateien im International Music Score Library Project
- Pietro Paolo Borrono – Intavolatura di lauto dell’eccellente, Mailand: (Giovanni) Antonio Casteliono

### Für Orgel
- Tomas de Sancta Maria – Del primero Tono, in: De los ocho Tonos: Noten und Audiodateien im International Music Score Library Project

## Vokalmusik

### Geistlich
- Giovanni Animuccia – Laudi spirituali (2 Bücher: 1565 und 1570)
- Francesco Cellavenia – erstes Buch mit Motetten zu fünf Stimmen, Mailand: Francesco Moscheni
- Gallus Dreßler – Cantiones sacrae 4, 5 et plurium vocum, Wittenberg 1565, 1568, Magdeburg 1569, 1570, 1577, Nürnberg 1575, 1580
- Paolo Ferrarese – Passiones, Lamentationes, Responsoria, Benedictus, Miserere, multaque alia devotissima cantica ad offitium Hebdomadae Sanctae pertinentia, Venedig: Girolamo Scotto
- Antonio Gardano (Hrsg.) – Sacræ cantiones quinque vocum, Venedig; darin:
  - Orlando di Lasso – Angelus ad pastores ait zu fünf Stimmen, LV 115: Noten und Audiodateien im International Music Score Library Project
  - Andrea Gabrieli
    - Beata es maria zu fünf Stimmen: Noten und Audiodateien im International Music Score Library Project
    - Cantate Domino canticum novum zu fünf Stimmen: Noten und Audiodateien im International Music Score Library Project
    - Deus noster refugiam zu fünf Stimmen: Noten und Audiodateien im International Music Score Library Project
    - Domine, Dominus noster zu fünf Stimmen: Noten und Audiodateien im International Music Score Library Project
    - Exaudi, Deus, orationem meam zu fünf Stimmen: Noten und Audiodateien im International Music Score Library Project
    - Laudate Dominum omnes gentes zu fünf Stimmen: Noten und Audiodateien im International Music Score Library Project
    - O lux beata Trinitas zu fünf Stimmen: Noten und Audiodateien im International Music Score Library Project
    - O rex gloriae, Domine virtutem zu fünf Stimmen: Noten und Audiodateien im International Music Score Library Project
    - O sacrum convivium zu fünf Stimmen: Noten und Audiodateien im International Music Score Library Project
    - Pater peccavi zu fünf Stimmen: Noten und Audiodateien im International Music Score Library Project
    - Sancta et immaculata Virginitas zu fünf Stimmen: Noten und Audiodateien im International Music Score Library Project
    - Sic Deus dilexit mundum zu fünf Stimmen: Noten und Audiodateien im International Music Score Library Project
    - Verba mea auribus percipe zu fünf Stimmen: Noten und Audiodateien im International Music Score Library Project
- Claude Goudimel – Sixième livre de pseaumes de David, mis en musique à quatre parties en forme de motets zu vier Stimmen, Paris: Le Roy & Ballard: Noten und Audiodateien im International Music Score Library Project
- Homer Herpol – 54 Motetten zu den Texten der sonntäglichen Evangelien, in: Sammlung „Novum et insigne opus musicum, in quo textus evangeliorum totius anni, vero ritui ecclesiae correspondens, quinque vocum modulamine, singulari industria, ac gravitate exprimitur“, Nürnberg: Ulrich Neuber und Johannes Montanus Erben. Die Evangelienmotetten sind Otto von Waldburg, Fürstbischof von Augsburg, gewidmet.
- Orlando di Lasso
  - Modulorum zu vier, fünf, sechs, sieben, acht und zehn Stimmen, Band 2, Paris: Le Roy & Ballard (Sammlung von Motetten)
  - zweites Buch Sacrae cantiones perornatae zu fünf und sechs Stimmen, Venedig: Girolamo Scotto; darin:
    - Zachaee festinans descende zu fünf Stimmen, LV 252: Noten und Audiodateien im International Music Score Library Project

  - Sacrae lectiones novem ex propheta Iob zu vier Stimmen, Venedig: Antonio Gardano
  - Laudes Domini zu sechs Stimmen, LV 236: Noten und Audiodateien im International Music Score Library Project
  - Nunc dimittis octavi toni zu vier Stimmen, LV Anh.110: Noten und Audiodateien im International Music Score Library Project
  - Nunc dimittis primi toni zu sechs Stimmen, LV Anh.113: Noten und Audiodateien im International Music Score Library Project
  - Nunc dimittis quarti toni zu vier Stimmen, LV Anh.115: Noten und Audiodateien im International Music Score Library Project
  - Nunc dimittis septimi toni zu vier Stimmen, LV Anh.120: Noten und Audiodateien im International Music Score Library Project
  - Spiritus meus attenuabitur zu vier Stimmen, LV 215: Noten und Audiodateien im International Music Score Library Project
- Claude Le Jeune – Magnificat, acht Motetten und ein Chanson spirituelle zu drei bis zehn Stimmen, in: Sammlung Modulorum ternis vocibus […] volumen primum
- Jean Maillard
  - Ascendo (Motetten zu fünf Stimmen): Noten und Audiodateien im International Music Score Library Project
  - Motetten zu vier, fünf, sechs und sieben Stimmen, Band 1 und 2, Paris: Le Roy & Ballard
- Paulus Melissus – Historia de navicula vehente Christum et periclitante in mari zu vier Stimmen
- Diego Ortiz – Musices liber primus hymnos, Magnificas, Salves, motecta, psalmos, Venedig
- Nikolaus Selnecker – Lied Hilf, Helfer, hilf in Angst und Not
- Ivo de Vento – Missa Jesu nostra redemptio zu sechs Stimmen

### Weltlich
- Giovanni Animuccia – erstes Buch mit Madrigalen zu drei Stimmen, Rom: Valerio Dorico (enthält auch einige Motetten und geistliche Madrigale)
- Ebran – Chanson Tant vous allez doux, Guillemette zu vier Stimmen: Noten und Audiodateien im International Music Score Library Project
- Georg Forster – Der ander Theil, kurtzweiliger guter frischer teutscher Liedlein, zu singen vast lustig, Nürnberg, vierte Auflage 1565
- Claude Goudimel – Chanson Certes mon œil fut trop adventureux zu vier Stimmen: Noten und Audiodateien im International Music Score Library Project
- Gioseffo Guami – erstes Buch mit Madrigalen zu fünf Stimmen, Venedig: Antonio Gardano
- Orlando di Lasso – Chansons a 4 et 5 parties, LV 1565.9, Paris: Adrian le Roy & Robert Ballard: Noten und Audiodateien im International Music Score Library Project
- Cipriano de Rore – Le vive fiamme de’ vaghi e dilettevoli madrigali, Venedig
- François Roussel – Il primo libro delli [33] madrigali a quattro voci, Rom (unvollständig)
- Alessandro Striggio der Ältere
  - Anchor ch'io possa dire zu sechs Stimmen, in: Madrigali a 6, Libro 1: Noten und Audiodateien im International Music Score Library Project
  - I dolci colli zu sechs Stimmen, in: Madrigali a 6, Libro 1: Noten und Audiodateien im International Music Score Library Project
  - Là ver l’aurora, che sì dolce l’aura zu sechs Stimmen, in: Madrigali a 6, Libro 1: Noten und Audiodateien im International Music Score Library Project
  - Nasce la pena mia zu sechs Stimmen, in: Madrigali a 6, Libro 1: Noten und Audiodateien im International Music Score Library Project
  - O messagi del cor, sospiri ardenti zu sechs Stimmen, in: Madrigali a 6, Libro 1: Noten und Audiodateien im International Music Score Library Project
  - S'ogni mio ben havete zu sechs Stimmen, in: Madrigali a 6, Libro 1: Noten und Audiodateien im International Music Score Library Project
- Pietro Taglia – erstes Buch mit Madrigalen
- Hubert Waelrant – Le canzon napolitane zu drei bis vier Stimmen, Venedig (mit 30 Madrigalen, unvollständig)

## Musiktheoretische Schriften
- Wolfgang Figulus – De musica practica liber primvs, Nürnberg
- Tomas de Sancta Maria – Libro llamado Arte de tañer Fantasía, assi para Tecla como para Vihuela, y todo instrumento en que se pudire tañer a tres, y a quarto vozes a mas in zwei Büchern, Valladolid (gewidmet Bernardo de Fresneda, Bischof von Cuenca, Generalkommissar und Beichtvater von Philipp II.): Noten und Audiodateien im International Music Score Library Project
  - Buch 1
    - Kapitel 1–12: Erläuterung der Grundlagen der Musik und ihre Anwendung auf Tasteninstrumente
    - Kapitel 13–20: Aspekte der Clavichordtechnik und Aufführungspraxis mit Handhaltung, Fingersatz, Artikulation, Verzierungen (quiebros und redobles) und rhythmischer Inegalité
    - Kapitel 20–23: Hinweise zur solistischen Aufführung polyphoner Werke und zu Diminutionen (glosas)
    - Kapitel 24–26: Beschreibung der Modi und Psalmtonformeln sowie Anwendung der Modi im polyphonen Satz.

  - Buch 2
    - Kapitel 1–30: Theorie der Konsonanz und Dissonanz und der Akkorde, mit Unterweisung in der Improvisation harmonischer Fortschreitungen sowie in der Harmonisierung von Psalmformeln (fabordón)
    - Kapitel 31–52: Systematische Anweisungen zum Improvisieren von vierstimmiger Polyphonie mittels Imitationen, die auf Stimmpaaren beruht
    - Kapitel 53: Grundlegende Hinweise zur Stimmung. Das ganze Werk ist mit Musikbeispielen reich illustriert; unter diesen befinden sich einige vollständige Stücke mit einem Umfang bis zu 75 Takten, welche hauptsächlich didaktisch ausgerichtet sind.

## Instrumentenbau
- Graziadio Antegnati – vollendet die Orgel in der Kirche S. Barbara in Mantua.
- Servatius Rorif – stellt ein kastenförmiges Claviorganum fertig. Das Instrument, das bereits in einem Inventar aus Ambras von 1596 erwähnt wird, befindet sich heute im Musikinstrumentenmuseum des Kunsthistorischen Museums in Wien. Es wird dem in Augsburg und Innsbruck tätigen Organisten und Orgelbauer Servatius Rorif (gestorben 1593) zugeschrieben, und ist vermutlich zwischen 1565 und 1569 entstanden. Es ist damit das älteste erhaltene Claviorganum. Rorif beschreibt es in einem Brief an Erzherzog Ferdinand II. als ein Instrument mit „… Saiten, Harpfen, Pfeifen, Sagkpfeifen, Voglgesang, Tremulant und ander vil mer Stimmwerk, das also zusammen 18 Register hat“. Das Orgelwerk des Instruments hat ein 8′ Gedackt, 4′- und 2′-Register, eine Zimbel und zwei 4′-Regale. Das dazugehörige Virginal steht in 4′-Lage und hat einen Lautenzug („Harpfen“). Die übrigen Register sind Scherzregister wie z. B. „Fröschdanz“ oder „Sagkpfeifen“, die nur aus wenigen Tönen bestehen.[2]

## Geboren

### Geburtsdatum gesichert
- 00. April: Pedro Ruimonte, spanischer Komponist († 1627)[3]
- 17. Oktober: Vincentius Schmuck, deutscher lutherischer Theologe und Kirchenlieddichter († 1628)
- 10. November: Laurentius Paulinus Gothus, schwedischer lutherischer Theologe, Pfarrer und Kirchenlieddichter († 1646)

### Genaues Geburtsdatum unbekannt
- Bartolomeo Ratti, italienischer Komponist, Sänger und Organist († 1634)
- Matthieu Reimann, deutscher Lautenist, Komponist und Jurist († nach 1625)

### Geboren um 1565
- William Barley, englischer Verleger und Buchhändler († um 1614)[3]
- Girolamo Bartei, italienischer Komponist und Organist († unbekannt)[3]
- Martin Buset, franko-flämischer Komponist und Sänger († 1618)[3]
- Michael Cavendish, englischer Komponist († 1628)[3]
- Johannes Christenius, deutscher Komponist († nach 1625)[3]
- Johann Cless, deutscher Bibliograph und Komponist († 1599)[3]
- Heinrich Compenius der Jüngere, deutscher Orgelbauer († 1631)
- Giovanni Pietro Flaccomio, italienischer Kapellmeister und Komponist († 1617)
- Ruggiero Giovannelli, italienischer Sänger, Kapellmeister und Komponist († 1625)
- George Kirbye, englischer Komponist († 1634)
- Duarte Lobo, portugiesischer Komponist († 1646)
- Jacob Niehoff, franko-flämischer Orgelbauer († 1626)
- Matthäus Reymann, deutscher Jurist, Lautenist und Komponist († nach 1625)[3]
- Philipp Schoendorff, franko-flämischer Komponist, Sänger und Trompeter († 1617)[3]
- Charles Tessier, französischer Lautenist und Komponist († nach 1610)[3]
- Gaspare Torelli, italienischer Komponist und Dichter († um 1613)[3]
- Fulgenzio Valesi, italienischer Komponist († nach 1614)
- Leonard Woodson, englischer Komponist und Organist († um 1641)[3]

## Gestorben

### Todesdatum gesichert
- 24. März (bestattet): Paulus Lautensack, deutscher Organist und Musiklehrer (* um 1515)[4]
- 02. April: Antonius Galli, Komponist und Sänger (* unbekannt)[4]
- 25. April: Hans Schnitzer der Ältere, deutscher Stadtpfeifer (* um 1486)[4]
- 25. Juli: David Köler, deutscher Renaissance-Musiker, Organist, Kantor, Komponist und der erste Leiter der Schweriner Hofkapelle (* 1532)
- Ende August: Jakob Buus, franko-flämischer Komponist und Organist (* Anfang des 16. Jahrhunderts)
- 06. September: Johann Magdeburg, deutscher lutherischer Theologe, Kirchenlieddichter und Komponist (* um 1530)

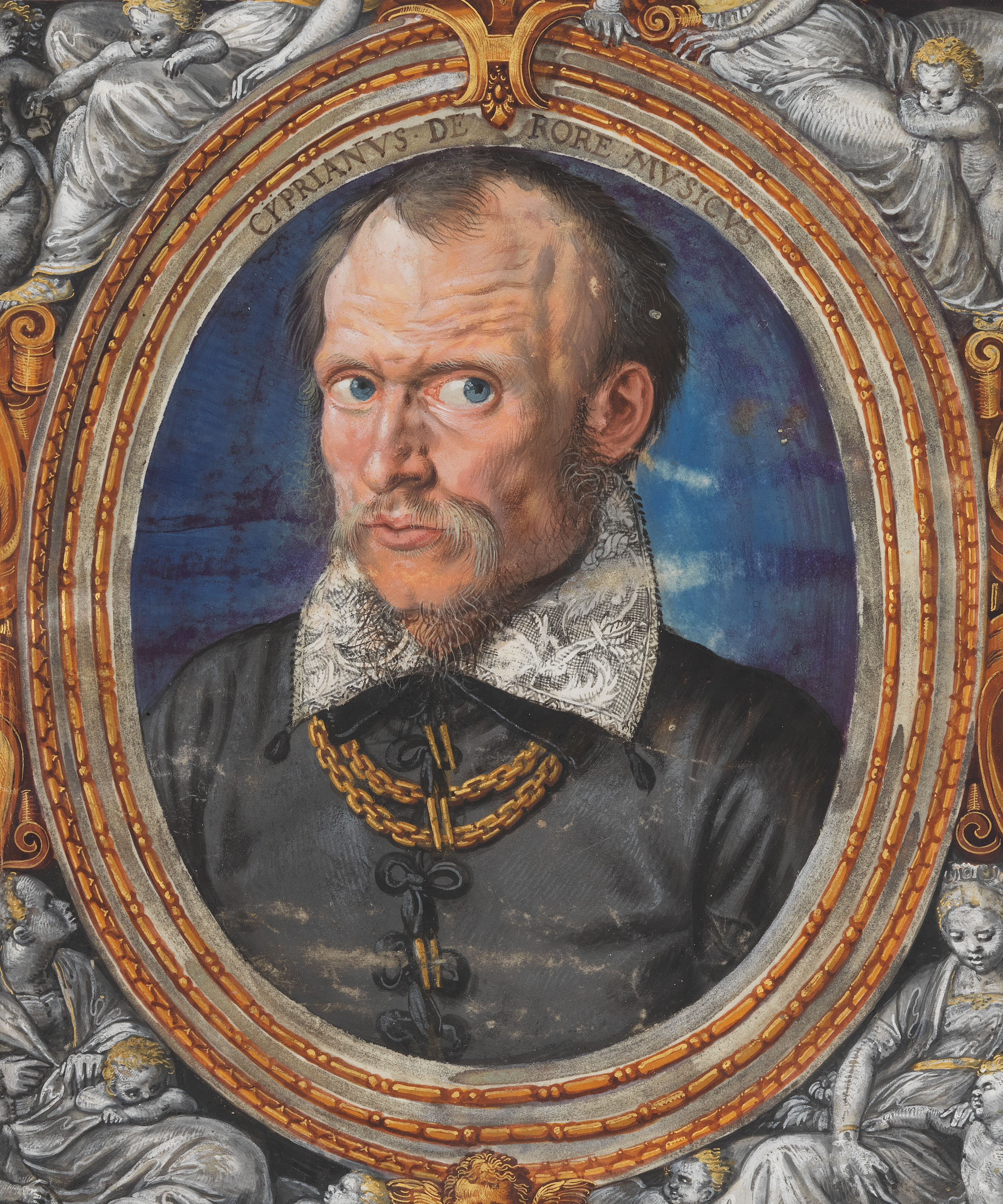
Cipriano de Rore; † 11. oder 20. September

- 11. oder 20. September: Cipriano de Rore, flämischer Komponist der Renaissance (* 1515 oder 1516)

### Genaues Todesdatum unbekannt
- Siegfried Apiarius, Schweizer Buchdrucker, Xylograph und Stadtpfeifer (* um 1530)
- Valerio Dorico, italienischer Buchdrucker und Typograf (* um 1500)
- Silvestro Ganassi, italienischer Viola da Gamba- und Blockflötenspieler (* 1492)
- Benedikt Gletting, Schweizer Lehrer und Liedtexter (* um 1500)
- Sigmund Hemmel, deutscher Komponist und Hofkapellmeister (* um 1520)
- Giovanni Paolo Paladino, italienischer Lautenist und Komponist (* unbekannt)[4]

### Gestorben um 1565
- Jacquet de Berchem, franko-flämischer Komponist und Kapellmeister (* um 1505)
- Juan Bermudo, spanischer Musiktheoretiker und Komponist (* um 1510)
- Perissone Cambio, italienischer Sänger und Komponist (* um 1520)[4]
- Hans Schachinger der Jüngere, deutscher Organist (* zwischen 1506 und 1516)[4]

### Gestorben nach 1565
- Bernardo Garugli, italienischer Komponist (* 1535)[4]
- Paul Schalreuter, deutscher Kantor und Komponist (* 1525 oder 1526)[4]